# Giles Cooper
Giles Stannus Cooper (Carrickmines, 9 agosto 1918 – Surbiton, 2 dicembre 1966) è stato un drammaturgo britannico.
Scrittore di moltissimi drammi per radio e TV, pubblicò inoltre apprezzati lavori teatrali, quali Tutto in giardino (1962), Fuori dal coccodrillo (1963) e Famiglia felice (1966).
Si colloca nel cosiddetto teatro dell'assurdo.